# John Dryden
John Dryden (ur. 9 sierpnia?/19 sierpnia 1631 w Aldwincle, zm. 1 maja?/12 maja 1700 w Londynie) – angielski poeta i dramatopisarz, od 1668 nadworny poeta królów z dynastii Stuartów.

## Życiorys
John Dryden urodził się 9 sierpnia w wiejskim probostwie w pobliżu Oundle w hrabstwie Northamptonshire. Jego rodzicami byli Erasmus Dryden and Mary Pickering. Uczył się w King’s School w Westminsterze pod kierunkiem Richarda Busby’ego. Wyższe wykształcenie uzyskał w Trinity College Uniwersytetu w Cambridge. Przez całe życie był zawodowym pisarzem. Jego wczesne sztuki, najczęściej tragedie heroiczne, spotykały się ze zmiennym przyjęciem, lecz niewątpliwie promowały jego nazwisko i rojalistyczne sentymenty. Przybywając do Londynu w okresie Protektoratu, próbował bazować na parlamentarnych sympatiach swej rodziny, lecz nie udało mu się zdobyć wystarczających wpływów aż do momentu restauracji monarchii (króla Karola II). Wiersz Astrea Redux na cześć tego wydarzenia (1660) wyrobił Drydenowi dobrą markę.
Dryden zwrócił się jednak ku zarobkowemu pisaniu sztuk i wkrótce stał się największym dramaturgiem dekady porestauracyjnej. Tworzył oba główne gatunki literackie tego okresu: heroiczny dramat poetycki i komedię obyczajową. Pisał wyłącznie dla pieniędzy i twierdził, że tylko jedna z jego sztuk dostarczyła mu prawdziwej satysfakcji – All For Love (1677). Sukcesy w karierze dramatopisarskiej rozpoczął współpracą ze swoim szwagrem, Robertem Howardem, przy sztuce The Indian Queen (1664). Napisał także utwór The Indian Emperor (Indiański cesarz) – w pełni fikcyjne przedstawienie podboju Meksyku przez Hiszpanów. Pisywał też epigramaty.
Dryden był kłótliwy i często prowadził literackie wojny z innymi wybitnymi pisarzami. Zaatakował m.in. dramatopisarza Thomasa Shadwella w wierszu MacFlecknoe, a Shadwella i Elkanaha Settle w drugiej części utworu Absalom i Achitophel.
W 1663 roku został członkiem Royal Society, ożenił się także z Lady Elizabeth Howard, co stało się dla niego wielkim awansem społecznym. Miał z nią trzech synów. Prawdziwa sława przyszła do niego dopiero po roku 1666. W 1668 został wyznaczony po Williamie Davenancie nadwornym poetą rodziny królewskiej (Poet Laureate). Utracił tę pozycję po dwudziestu latach, wraz z upadkiem króla Jakuba II. Nadal wiódł prym jako twórca komedii, jego najlepiej znanym utworem z tego gatunku jest Marriage A-la-Mode (1672). W latach 80. Dryden skoncentrował się na poezji, stosując rymowany dwuwiersz (heroic couplet), nadal jednak pisał sztuki oraz libretta. W 1686 roku przeszedł na katolicyzm. Przełożył obszerny żywot Franciszka Ksawerego autorstwa Dominicka Bohoursa. Dokonał też kilku tłumaczeń Eneidy Wergiliusza i pism Horacego, Owidiusza i Homera. Jest pochowany w Westminster Abbey. Jego grób znajduje się między miejscami spoczynku Geoffreya Chaucera i Abrahama Cowleya.
Jego najstarszy syn, Charles Dryden (1665/1666-1704), został szambelanem papieża Innocentego XII. Po powrocie do Anglii w 1697 lub 1698 utonął w Tamizie.

## Kariera tłumacza
John Dryden był jednym z najbardziej wpływowych tłumaczy, a także czołowym teoretykiem sztuki przekładu siedemnastowiecznej Anglii. Znany jest głównie z tłumaczeń wierszy, chociaż przekładał również prozę. Podczas pierwszych dwóch dekad swojej twórczości, która rozpoczęła się w 1660 roku, Dryden zajmował się pisaniem sztuk teatralnych. Napisał również wiersz historyczny Annus Mirabilis relacjonujący III wojnę angielsko-holenderską i wielki pożar Londynu.
Większość tłumaczeń Drydena powstała w ostatnich dwóch dekadach jego życia, głównie po roku 1689, kiedy lojalność wobec zdetronizowanego króla Jakuba II nie pozwoliła złożyć deklaracji posłuszeństwa wobec nowego króla Wilhelma III, przez co nowy król pozbawił Drydena pozycji na dworze królewskim i tytułu Poety-Laureata. Sytuacja ta zmusiła go do utrzymywania się z tłumaczeń, jednak jego kariera tłumacza rozwijała się na długo przed wypadnięciem z łask we współpracy z przedsiębiorczym i młodym wydawcą Jacobem Tonsonem. Od roku 1680 Dryden współpracował z Tonsonem jako autor, redaktor, pełnił pewne funkcje organizacyjne, a także był głównym źródłem inspiracji we wspólnych przedsięwzięciach. Tonson z kolei dostrzegł potencjalnych odbiorców tłumaczonej poezji zarówno wśród osób znających wiersze w oryginale, jak i tych, którzy musieli polegać wyłącznie na tłumaczeniu, by mieć dostęp do literatury zagranicznej. Druga grupa czytelników składała się w dużej mierze z kobiet, których wychowanie i edukacja uniemożliwiła czytanie literatury klasycznej w języku oryginału.

## Rola w przekładzie
Chociaż Dryden przedstawiany jest często, jako „teoretyk” przekładu, owa klasyfikacja może być myląca, bo sugeruje, jakoby stworzył oryginalne, spójne i obszerne opracowanie na temat przekładu. Tymczasem prace Drydena poświęcone przekładowi zawierają szereg rozproszonych stwierdzeń i refleksji, często uzupełniający pracę poprzedników i wywodzący się z ich zwierzchnictwa – zarówno z działalności poetów, jak i z ich mocy przekonywania. Najważniejsze wypowiedzi Drydena na temat przekładu są przedstawione w przedmowach lub dedykacjach dołączonych do dzieł lub zbiorów, takich jak: Ovid’s Epistels (1680), Sylvae (1685), The Satires of Juvenal and Parsius (1692), Examen Poeticum (1693), Virgil’s Aeneis (1697), Fables Antient and Modern (1700) oraz The Works of Lucian (1711). Omówienia tłumaczeń Drydena, podobnie jak reszta jego krytyki literackiej, to wypowiedzi okazjonalne.

## Styl tłumaczenia
Pierwsze i najbardziej znane omówienie tłumaczeń zostało opublikowane, zanim którekolwiek z jego największych osiągnięć w tej samej materii zostało wydane. W przedmowie do Listów Owidiusza (1680) poeta zaproponował trójpodział tłumaczeń na „metafrazę” („jako przekładanie słowo w słowo i linia za linią z jednego języka na drugi”), „parafrazę” („jako tłumaczenie przy zachowaniu pewnej dowolności, w której autor jest brany pod uwagę przez tłumacza, tak aby znaczenie tekstu nie zostało utracone, ale jego słowa nie są tak ściśle przestrzegane, jak jego wersji, jest też dopuszczone, aby mogło zostać wzmocnione, ale się nie zmieniło”) oraz „imitację” („gdzie tłumacz – jeśli on nie stracił tej nazwy – zakłada swobodę nie tylko stosując różniące się od tych zawartych w pierwowzorze słów i sensu, ale porzucił je wszystkie jako, że biorąc tylko kilka ogólnych wskazówek od oryginału, widzi okazję, aby obrabiać dany materiał wedle upodobania”).
Swoje translatorskie credo Dryden ujął w następujące słowa: All Translation, I suppose, may be reduced to these three heads: First, that of Metaphrase, or turning an Author Word by Word, and Line by Line, from one Language into another Thus, or near this manner, was Horace his Art of Poetry translated by Ben Johnson. The second way is that of Paraphrase, or Translation with Latitude, where the Author is kept in view by the Translator, so as never to be lost, but his words are not so strictly follow’d as his sense; and that too is admitted to be amplified, but not alter’d. Such is Mr. Waller’s Translation of Virgil’s Fourth Æneid. [...] The Third way is that of Imitation, where the Translator (if now he has not lost that Name) assumes the liberty, not only to vary from the words and sence, but to forsake them both as he sees occasion; and taking only some general hints from the Original, to run division on the Ground-work, as he pleases. Such is Mr. Cowley’s practice in turning two Odes of Pindar, and one of Horace, into English.
Zarówno „metafraza” jak i „imitacja” są odrzucone przez Drydena. Podstawy ku temu (już ustanowione przez Sir Johna Denhama w swojej wpływowej przedmowie do Zniszczenia Troi z 1656), mówią, że tego typu metody pozostawiają zbyt duże pole do interpretacji, które są zarówno nieidiomatyczne i niejasne, i które w ten sposób zupełnie nie oddają „ducha” ich oryginału. Są to ostatnie ze sposobów, na jakie powinien zdobyć się wykonawca. Tłumacz ma tyle swobody, że wyniki są właściwie traktowane jako oryginalne kompozycje niż tłumaczenia.
„Parafraza”, metoda wybrana przez Drydena, aby przełożyć Listy Owidiusza, oferowana jest jako ideał za pośrednictwem wyśrodkowania pomiędzy dwoma niedopuszczalnymi skrajnościami. Dryden, aby upewnić się, czy miał rację, szeroko stosował się do „opisowego” stylu tłumaczenia do końca własnej kariery tłumacza. Dryden coraz częściej skłaniał się do korzystania z metody „metafrazy” i „imitacji” gdy uznawał je za niezbędne. Stosował na poziomie lokalnym elementy „metafrazy” i „imitacji”, gdy poczuł, że dane sposoby okażą się niezbędne. Przykładem jest tłumaczenie zwrotu vitae pausa rzymskiego poety Lukrecjusza, oznaczającą „lukę”, która istnieje, gdy struktura atomów, z których składa się człowiek rozpuszcza się w śmierci. Zwrot został przetłumaczony za pomocą metafrazy jako „przerwa życia”. Ma to miejsce również w jego tłumaczeniach satyry Juwenalia i Sztuki Kochania autorstwa Owidiusza. Czasami dzieła te posiadają odniesienia w oryginale „dostosowane” do realiów współczesnego świata z pewnymi odniesieniami do współczesnego Londynu. Większość wierszy jednak jest pozostawiona w oryginalnych realiach rzymskich.

## Dzieła
- Astraea Redux (1660)
- The Wild Gallant (comedy), (1663)
- The Indian Emperor (1665)
- Annus Mirabilis (1667)
- Secret Love, or The Maiden Queen, (1667)
- An Essay of Dramatick Poesie (1668)
- An Evening's Love (comedy), (1668)
- Tyrannick Love (1669)
- The Assignation, or Love in a Nunnery, (1672)
- Marriage A-la-Mode (1672)
- The Conquest of Granada (1670)
- The Mistaken Husband (comedy), (1674)
- Aureng-zebe, (1675)
- All for Love (1677)
- Oedipus (1679)
- The Spanish Fryar, (1681)
- Absalom and Achitophel (1681)
- Mac Flecknoe, (1682)
- The Medal, (1682)
- Religio Laici, (1682)
- Threnodia Augustalis, (1685)
- The Hind and the Panther (1687)
- A Song for St. Cecilia's Day, 1687
- Amphitryon (1690)
- Don Sebastian (1690)
- King Arthur, (1691)
- Cleomenes, (1692)
- Love Triumphant, (1694)
- The Works of Virgil, (1697)
- Alexander's Feast, (1697)
- Fables, Ancient and Modern, (1700)
- To the Memory of Mr. Oldham, (1684)
- Britannia Rediviva, (1688)